# Club Náutico de Ibiza
El Club Náutico de Ibiza es un club náutico español ubicado en Ibiza, Baleares. Cuenta con 2000 socios y ofrece 300 amarres, de los cuales 270 son utilizados por los socios y el resto por transeúntes.

## Historia
Se fundó el 27 de febrero de 1925, por lo que es el segundo más antiguo de Baleares, solo precedido por el Club Náutico de Ciudadela. Inicialmente su actividad deportiva se centró en las regatas de remo en el puerto de Ibiza, para incorporar muy rápidamente la vela, y ya en 1930 es la sede de una escala en una regata internacional que, partiendo de Cannes y pasando por Marsella, Barcelona e Ibiza, tuvo su meta en Argel.
La flota de Snipes, número 249 de la SCIRA, fue la fuerza deportiva de la que nació la vela ligera en el club, perdurando hasta hoy en día.
En abril de 2024 la Autoridad Portuaria de Baleares no renovó la concesión de sus instalaciones, que adjudicó a la empresa Puertos y Litorales Sostenibles S. L. 